# Prix d'Aumale
Le prix d'Aumale est un prix annuel de la fondation du duc d'Aumale, décerné, sur proposition de chacune des cinq Académies qui composent l'Institut de France, « à des travailleurs intellectuels méritants, ou à ceux dont les premiers efforts et résultats auront semblé dignes d’être encouragés, ou, enfin, après décès, aux proches dont les disparus auraient été les soutiens ».
Henri d'Orléans (1822-1897), couramment désigné sous son titre de duc d'Aumale, né le 16 janvier 1822 à Paris et mort le 7 mai 1897 à Giardinello (Italie), prince du sang de la maison d’Orléans, fils du roi Louis-Philippe, est un militaire et un homme politique français. 

## Lauréats de l'Académie française
- 1939 : Henriette Charasson[2].
- 1943 : Lucien Maury[3].
- 1953 : Albert t'Serstevens et René Maran[4].
- 1956 : Mme Chesnier du Chesne[5].
- 1958 : Claire Chevrillon[6].
- 1959 : Marcel Péguy[7].
- 1960 : Mme Robert Kemp[8].
- 1961 : Mme Emile Henriot[9].
- 1962 : Mme Henri de Régnier[10].
- 1963 : Béatrice Beck[11].
- 1964 : Mme Jean-Louis Vaudoyer[12].
- 1965 : Mme Félix Le dantec[13].
- 1966 : Jean Longnon[14].
- 1967 : Jeanne Dorez[15].
- 1968 : Thilda Harlor[16].
- 1969 : James Gressier pour Le légat Holigon[17].
- 1970 : Maurice Fombeure pour l’ensemble de son œuvre[18].
- 1971 : Émile Gérard-Gailly pour Madame de Sévigné[19].
- 1972 : Jean de Fabrègues[20].
- 1973 : Mme Edmond Jaloux[21].
- 1974 : Mme Louis Chaigne[22].
- 1975 : Mme Pierre-Henri Simon[23].
- 1976 : Mme Marcel Achard[24].
- 1977 : Mme Georges Izard[25].
- 1978 : Mme Robert Aron[26].
- 1979 : Mme Jean Guéhenno et Mme Roger Caillois[27].
- 1980 : Mme Jean Longnon[28].
- 1981 : Mme Louis Hautecoeur[29].
- 1982 : Philippe Brissaud[30].
- 1983 : Christian Melchior-Bonnet[31].
- 1984 : Jean Autin pour l’ensemble de son œuvre[32].
- 1985 : Dominique et Michèle Frémy pour l’encyclopédie Quid[33].

### Décernés par l'Institut de France sur proposition de I'Académie française
- 1986 : Mme Marcel Brion pour la publication des inédits de Marcel Brion[34].
- 1987 : Mme Fernand Braudel pour l‘édition des œuvres posthumes de Fernand Braudel[35].
- 1989 : R.P Saïd Elias Saïd pour la collection Droit oriental[36].
- 1990 : Marcelle Tassencourt pour l’édition des ouvrages posthumes de Thierry Maulnier[37].
- 1991 : Gian Giacomo Ferrara pour I Quaranta Immortali et ses travaux sur l'Académie française[38].
- 1992 : Marc Alyn pour l’ensemble de son œuvre[39].
- 1993 : Madeleine Lazard pour Michel de Montaigne[40].
- 1994 : Aimé Richardt pour Fénelon[41].
- 1995 : Christiane Frémont et Francine Markovitz, maîtres d'oeuvre du Corpus des oeuvres de philosophie en langue française, à l'occasion de la publication du 100e volume de cette collection[42].
- 1996 : Emmanuel Bourassin pour Louis XI et l'ensemble de son oeuvre[43].

## Lauréats de l'Académie des inscriptions et belles-lettres
- 1943 : Michel Andrieu (1886-1956) pour Le Pontifical romain au Moyen âge[44].
- 1944 : Mme Paul Collomp[45].
- 1978 : Nicole Verlet-Réaubourg (Mme Pierre Verlet) pour Les Orfèvres du ressort de la Monnaie de Bourges[46].
- 1981 : Jeanne Courcelle pour ses travaux intellectuels écrits en collaboration avec Pierre Courcelle[47].
- 1982 : Mme Raymond Lantier[48].
- 1983 : Édouard Delebecque[49].
- 1984 : Josette Metman[50].
- 1985 : Jeanne Robert pour son œuvre scientifique[51].
- 1986 : Claude Lepage (1938-....) pour son œuvre scientifique[52].
- 1987 : Sophie Kambitsis pour Le Papyrus Thmouis 1 et l'ensemble de ses travaux scientifiques[53].
- 1988 : Francine Hérail pour Notes journalières de Fujiwara no Michinaga (995-1018), traduction du Midô kanpakuki[54].
- 1989 : Olivier Masson (1922-1997) pour ses recherches en dialectologie et en onomastique du grec ancien[55].
- 1992 : Pierre Bertrac pour l'ensemble de son oeuvre[56].
- 1997 : Léon Vandermeersch pour l’ensemble de son œuvre[57].
- 2022 : Christian Lamouroux pour son ouvrage intitulé : La dynastie des Song. Histoire générale de la Chine (960-1279)[58].

## Lauréats de l'Académie des sciences
- 1948 : Gabrielle Renaudot Flammarion[59]
- 1987 : Sébastien Candel de l’Académie des sciences[60]
- 1998 : Serge Lallemand pour ses travaux en géodynamique marine en Asie du SudEst qui témoignent d’une forte vocation scientifique[61].
- 2003 : Claude Belin[61]
- 2008 : Rachida Blanchard-Sadat[61]
- 2013 : Tâm Mignot pour ses travaux novateurs sur la bactérie Myxococcus xanthus[61]
- 2018 : Giulio Biroli pour ses travaux théoriques qui concernent de nombreux aspects de la physique statistique des milieux désordonnés, tels les verres ou les matériaux amorphes[62].
- 2023 : Charis Quay[63].

## Lauréats de l'Académie des sciences morales et politiques
- 1966 : Jean Longnon[64].
- 1978 : Mlle Josiane Criscuolo (1937-2003)[65]
- 2015 : François-Xavier Bellamy pour l’ensemble de ses écrits, notamment en matière d’éducation[66] et pour Les déshérités[67].
- 2020 : Christophe Switzer, scénariste et réalisateur de films[66]